# Éperon barré de la pointe de la Tranche
L'éperon barré de la pointe de la Tranche est un site archéologique daté du Néolithique situé dans la commune de L'Île-d'Yeu, sur l’île d'Yeu, dans le département français de la Vendée.

## Localisation
La pointe de la Tranche correspond à un promontoire rocheux constituant le point le plus méridional de la côte sud-sud-ouest de l'île d'Yeu. Elle surplombe la mer de 18 m. C'est un éperon rocheux d'orthogneiss œillé parcouru de filons de quartz. 

## Historique
Plusieurs érudits locaux ont parcouru le site et, durant des décennies, ce sont près de quatre mille pièces de silex et quelques centaines de tessons de céramique qui furent collectés sur le site. Une fouille archéologique du site a été menée sur place de 2010 à 2014 par Audrey Blanchard.

## Description
Le site est du type éperon barré. L'enceinte est délimitée par une levée de terre dans sa partie nord-nord-est et une ligne de blocs de pierre, dressés en arc de cercle sur environ 80 m de longueur, entre deux affleurement naturels. Ce talus préhistorique a été implanté sur la pente qui descend depuis le sommet de l'éperon vers l'intérieur de l'île. Il mesure 7 m à 7,50 m de large. Il se compose à l'intérieur de murets en pierres sèches disposés selon un axe longitudinal ou transversal, élevés sur quatre assises au maximum, et de dalles dressées verticalement en parement côté extérieur. L'ensemble a été bâti sur un niveau sédimentaire recouvrant le substrat rocheux dont la fonction fut probablement d'aplanir la surface irrégulière du sol naturel. Dans la partie occidentale et orientale du talus, des caissons trapézoïdaux et triangulaires ont pu être identifiés. Ils étaient comblés avec des blocs d'orthogneiss, des galets marins et des sédiments. La partie médiane du talus, large de 1,50 m à 1,80 m, est dépourvue de blocs hormis quelques dalles de calage de poteau.
L'enceinte comportait deux ouvertures. Dans la partie nord, la première entrée est matérialisée par des orthostates espacés de 3,50 m. La seconde entrée, vers le milieu de l'enceinte, est de même largeur mais elle a été matérialisée avec des blocs beaucoup plus importants, d'environ 1,50 m de longueur pour une hauteur hors-sol d'environ 1 m.
L'ensemble de la structure correspond à une construction réfléchie : les caissons et les murets transversaux sont manifestement destinés à consolider l'ensemble en contrecarrant les poussées résultant de l'inclinaison naturelle de la pente. La majeure partie des blocs a été extraite du sol rocheux.
A l'intérieur de l'enceinte, deux niveaux d'occupation successifs ont été identifiés. Plusieurs emplacements de calage de poteaux y ont été reconnus sans pour autant permettre d'envisager le plan d'un bâtiment. Le matériel archéologique récolté a été daté du Néolithique récent. Il correspond au groupe du littoral sud-armoricain de Groh-Collé et se rapproche de celui retrouvé sur des sites archéologiques du sud de l'estuaire de la Loire (les Gatineaux à Saint-Michel-Chef-Chef, les Prises à Machecoul) ou de la côte vendéenne (la Chevêtelière à L'Île-d'Olonne).